# Glenwood (Minnesota)
Glenwood è una città degli Stati Uniti d'America, situata in Minnesota, nella Contea di Pope, della quale è anche capoluogo.